# Transavia

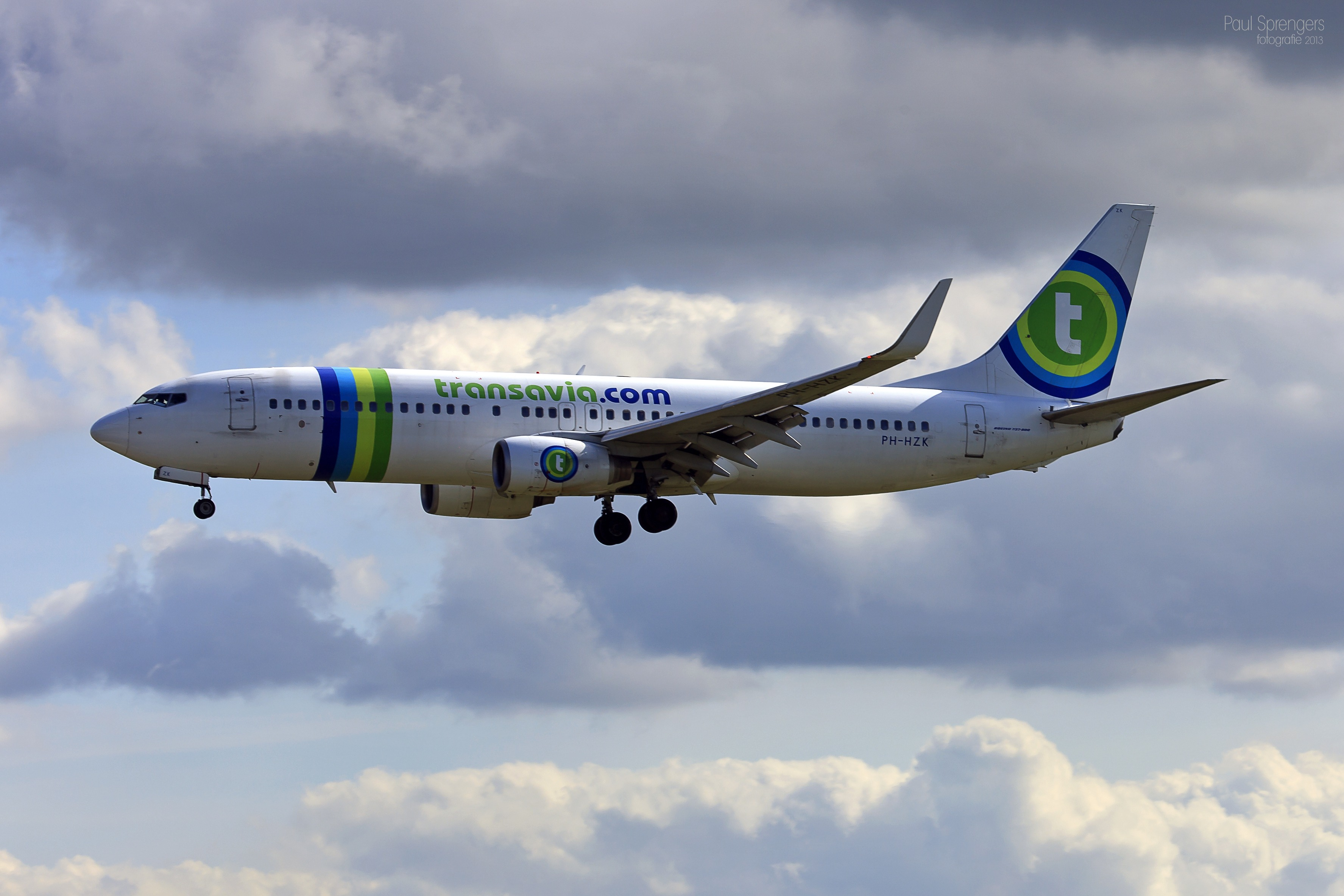
Boeing 737-800 авіакомпанії Transavia

Transavia (юридична назва Transavia Airlines C. V., раніше працювала під брендом transavia.com) — нідерландська бюджетна авіакомпанія, що входить до холдингу Air France-KLM. Базується в амстердамському аеропорту Схіпхол. Має дочірнє підрозділ Transavia France.
Штаб-квартира авіакомпанії також розташована в аеропорту Схіпхол в місті Харлеммермер.

## Маршрутна мережа
Авіакомпанія Transavia має п'ять основних хабів в Нідерландах. Це аеропорти Амстердама, Роттердама, Гронінгена, Маастрихта і Ейндховена, звідки перевізник виконує регулярні і сезонні рейси в міста Австрії, Болгарії, Греції, Єгипту, Італії, Іспанії, Марокко, Португалії, Фінляндії, Франції.
Дочірня компанія Transavia France має свій хаб в паризькому аеропорту Орлі.

## Флот

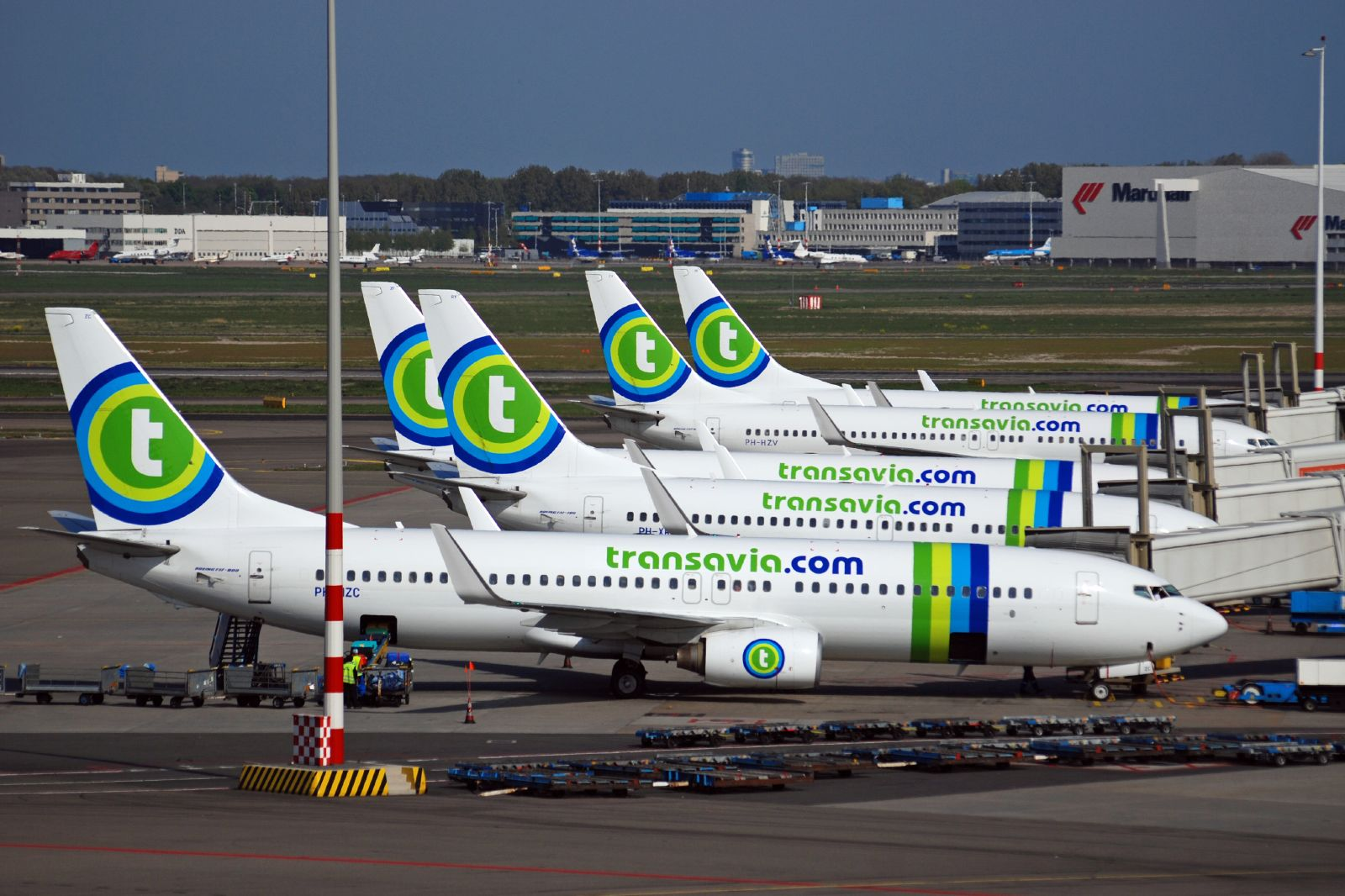
Літаки Transavia в аеропорту Схіпхол

### Поточний флот
Станом на серпень 2022 року флот авіакомпанії складається з таких літаків:
Також частина літаків в зимовий період Transavia передає авіакомпанії Sun Country Airlines, згідно з угодою про взаємну оренду літаків між цими авіакомпаніями.

### Колишній флот
Раніше Transavia використовувала наступні літаки:
| Тип літака             | Всього | Початок експлуатації | Кінець експлуатації |
| ---------------------- | ------ | -------------------- | ------------------- |
| Airbus A300            | 1      | 1976                 | 1977                |
| Airbus A310            | 1      | 1998                 | 1999                |
| Airbus A320            | 4      | 2013                 | 2015                |
| Boeing 737-200         | 21     | 1974                 | 1995                |
| Boeing 737-300         | 16     | 1986                 | 2002                |
| Boeing 737-400         | 1      | 1997                 | 1997                |
| Boeing 757-200         | 8      | 1992                 | 2004                |
| Boeing 757-300         | 2      | 2003                 | 2003                |
| BAe 146-200            | 1      | 1997                 | 1997                |
| Sud Aviation Caravelle | 15     | 1969                 | 1976                |

Інші типи літаків були у використанні у малих кількостях впродовж короткого періоду часу.

## Обслуговування
Під час польоту на рейсах Transavia пасажирам пропонується купити їжу і напої за додаткову плату.
Також як і у всіх бюджетних авіакомпаній провезення багажу на рейсах Transavia оплачується додатково. З 5 квітня 2011 року максимальна вага для безкоштовного провезення ручної поклажі на одного пасажира збільшилася з 5 до 10 кілограмів.